# OMX Stockholm 30
L’OMX Stockholm 30 (OMXS30) è un indice di mercato della Borsa di Stoccolma.

## Composizione
Dal 2009 tale indice è così composto:
| Società                | Settore                              | Indice percentuale |
| ---------------------- | ------------------------------------ | ------------------ |
| ABB                    | automazione industriale              | 2.97               |
| Alfa Laval             | produzione industriale specializzata | 1.56               |
| Assa Abloy             | sistemi di serratura                 | 1.87               |
| AstraZeneca            | produzione farmaceutica              | 4.54               |
| Atlas Copco (classe A) | automazione industriale              | 3.26               |
| Atlas Copco (classe B) | automazione industriale              | 1.37               |
| Boliden                | industria mineraria                  | 0.80               |
| Electrolux             | elettrodomestici                     | 1.62               |
| Ericsson               | telefonia e telecomunicazioni        | 11.45              |
| Getinge                | tecnologia sanitaria                 | 1.14               |
| Hennes & Mauritz       | abbigliamento e cosmesi              | 14.13              |
| Investor               | holding                              | 2.72               |
| Lundin Petroleum       | produzione petrolifera               | 0.95               |
| Modern Times Group     | broadcasting                         | 0.56               |
| Nokia                  | elettronica e telecomunicazioni      | 0.26               |
| Nordea                 | servizi bancari e finanziari         | 12.39              |
| Sandvik                | ingegneria dei materiali             | 3.41               |
| SCA                    | prodotti di largo consumo            | 2.44               |
| Scania                 | autoveicoli                          | 1.54               |
| SEB                    | servizi bancari e finanziari         | 3.70               |
| Securitas              | servizi di sicurezza                 | 1.14               |
| Skanska                | costruzioni e infrastrutture         | 1.73               |
| SKF                    | meccanica                            | 1.95               |
| SSAB                   | acciaieria                           | 1.09               |
| Svenska Handelsbanken  | servizi bancari e finanziari         | 4.48               |
| Swedbank               | servizi bancari e finanziari         | 1.16               |
| Swedish Match          | produzione di tabacco                | 1.58               |
| Tele2                  | telefonia e telecomunicazioni        | 1.57               |
| TeliaSonera            | telefonia e telecomunicazioni        | 9.14               |
| Volvo Group            | autoveicoli                          | 3.47               |